# 1561년

## 연호
- 명(明) 가정(嘉靖) 40년
- 일본(日本) 에이로쿠(永禄) 4년
- 후 레 왕조(後黎朝) 찐찌(正治) 4년
- 막 왕조(莫朝) 꽝바오(光寶) 7년

## 기년
- 류큐(琉球) 쇼겐왕(尚元王) 6년
- 명(明) 세종 가정제(世宗 嘉靖帝) 40년
- 조선(朝鮮) 명종(明宗) 16년
- 후 레 왕조(後黎朝) 영종(英宗) 5년
- 막 왕조(莫朝) 선종(宣宗) 15년

## 사건
- 이지함 토정비결 씀
- 10월 10일 - 가와나카지마 전투

## 탄생
- 1월 22일 - 영국의 철학자, 정치인 프랜시스 베이컨. (~1626년)
- 3월 4일 - 일본 센고쿠 시대의 무장 이이 나오마사. (~1602년)

### 미상
- 조선의 무신 이덕일. (~1622년)

## 사망
- 조선의 학자인 이이의 아버지인 이원수. (1501년~)